# Tobias Sammet
Tobias Sammet pronúncia: (TÔ-BI-AS ZAH-MMÉ-T) (Fulda, 21 de novembro de 1977) é um músico, vocalista (tenor) e principal compositor da banda de power metal Edguy, assim como criador da metal opera Avantasia e membro do projeto Final Chapter.

## História
Quando ainda criança, influenciado pelo seus pais, começa a frequentar aulas de órgão. Mais tarde, quando estava no ginásio, conhece dois garotos; eles eram Jens Ludwig e Dirk Sauer, ambos tinham noções de guitarra. Mas faltava alguém que soubesse tocar bateria. Então uma amiga de escola apresentou a eles seu namorado Dominik Storch, que tinha uma bateria em sua casa. Tobias, passa a ser tecladista da banda, mais tarde baixista e vocalista.
Eis que em 1992 surge a primeira formação do Edguy. A banda adotou esse nome devido a uma brincadeira que fizeram com um professor deles, chamado Edgar.[carece de fontes?] Em 1994, Edguy lançou suas duas primeiras fitas demo, Evil Minded e Children of Steel, e em 1995, o primeiro álbum de estúdio, Savage Poetry. Logo em 1997 conseguiram assinar contrato com a gravadora AFM records (que manteve contrato até o álbum Burning Down the Opera, e mais tarde lançou a coletânea Hall of Flames), e lançaram o CD Kingdom of Madness. Mais tarde, por motivos pessoais, Dominik Storch deixa a banda, que estava gravando o seu segundo álbum que logo seria lançado: Vain Glory Opera. Por algumas semanas contaram com o apoio de um baterista que substituiu Dominik. Mais tarde decidiram chamar Felix Bohnke, que une-se a banda para se tornar o baterista fixo.
E, decidido a se permanecer apenas ao vocal, Tobias Sammet procura alguém para tocar baixo. Logo teve a ideia de chamar um amigo da banda, Tobias "Eggi" Exxel. Assim surge a formação do Edguy que manteve-se até hoje. Em 2004 o Edguy assina contrato com a Nuclear Blast, e lança o EP King of Fools, que conta com a participação da orquestra Babelsberg. Eles decidem lançar um DVD com partes da atuação deles no país, tendo sido lançado em 2005, junto com o EP Superheroes.

## Discografia

### Outras participações
- Squealer - The Prophecy - 1999
- Shaman - Ritual - 2002
- Shaman - Ritualive - 2003
- Aina - Days of the Rising Doom - 2004
- Final Chapter - The Wizard Queen - 2004
- Rob Rock - Holy Hell - 2005
- Nuclear Blast Allstars - Into the Light - 2007
- Revolution Renaissance - New Era - 2008
- Ayreon - Elected - 2008
- Bruce Kulick - BK3 - 2010
- Hartmann - 3 - 2010
- H.e.a.t - Freedom Rock - 2010
- Ayreon - The Source - 2017[1]